# Désertines (Allier)
Désertines – miejscowość i gmina we Francji, w regionie Owernia-Rodan-Alpy, w departamencie Allier.

## Demografia
Według danych na rok 1990 gminę zamieszkiwało 4961 osób, a gęstość zaludnienia wynosiła 595 osób/km². W styczniu 2015 r. Désertines zamieszkiwało 4331 osób, przy gęstości zaludnienia wynoszącej 519,3 osób/km².